# Ecorregión marina Malvinas
La ecorregión marina Malvinas, oficialmente ecorregión marina Malvinas/Falklands  (del nombre en  inglés del archipiélago: Falklands ) (código 186), es una georregión ecológica situada en el extremo sudeste de América del Sur. Se la incluye en la provincia marina magallánica de la ecozona oceánica de América del Sur templada (en inglés Temperate South America).

## Distribución
Se distribuye en las aguas que rodean al archipiélago de las Malvinas. Hacia el oeste contacta con otra ecorregión, la ecorregión marina plataforma patagónica,  mientras que hacia el sudoeste lo hace con la ecorregión marina canales y fiordos del sur de Chile. 